# Patryk Wronka
Patryk Wronka (ur. 28 sierpnia 1995 w Zakopanem) – polski hokeista. 
Jego dziadek Tadeusz Kacik i ojciec Adam Wronka także byli hokeistami.

## Kariera klubowa
- Podhale Nowy Targ (2012–2016)
- Orli Znojmo (2016–2017)
- GKS Katowice (2017–2019)
- Belfast Giants (2019)
- Rapaces de Gap (2019–2020)
- GKS Tychy (2020–2021)
- GKS Katowice (2021-2022)
- Comarch Cracovia (2022-2023)
- Podhale Nowy Targ (2023-2024)
- GKS Katowice (2024-)

Wychowanek MMKS Podhale Nowy Targ. Został zawodnikiem Podhala Nowy Targ i przedłużał kontrakt z klubem w maju 2014, w kwietniu 2015. Od maja 2016 zawodnik czeskiego klubu Orli Znojmo w austriackich rozgrywkach EBEL. Zawodnikiem drużyny pozostał do końca sezonu EBEL (2016/2017). Od maja 2017 zawodnik Tauron KH GKS Katowice. W maju 2019 został zawodnikiem północnoirlandzkiego zespołu Belfast Giants. 20 grudnia 2019 ogłoszenie odejście z klubu i wkrótce potem transfer do francuskiego zespołu Rapaces de Gap. 8 maja 2020 podpisał kontrakt GKS Tychy. Z końcem kwietnia 2021 odszedł z klubu. Na początku czerwca 2021 oficjalnie ogłoszono jego transfer do GKS Katowice. W maju 2022 przeszedł do Cracovii. Pod koniec lipca 2023 ogłoszono jego angaż w macierzystym Podhalu. W październiku 2024 ponownie został zawodnikiem GKS Katowice.
W trakcie kariery zyskał pseudonimy Goldi, Kromka.
Występował także w klubie unihokejowym Górale Nowy Targ oraz uprawiał wyczynowo piłkę nożną.

## Kariera reprezentacyjna
W barwach reprezentacji Polski do lat 18 wystąpił na turnieju mistrzostw świata juniorów do lat 18 w 2013 (Dywizja I). Z reprezentacją Polski do lat 20 wystąpił na turniejach mistrzostw świata juniorów do lat 20 w 2014, 2015 (Dywizja I). Podczas turnieju MŚ 2015 w grudniu 2014 był kapitanem kadry Polski, najskuteczniejszym jej zawodnikiem oraz został uznany najlepszym zawodnikiem w meczu z Ukrainą. W barwach seniorskiej kadry Polski uczestniczył w turniejach mistrzostw świata w 2016, 2017 (Dywizja IA), 2019, 2022, 2023 (Dywizja IB), 2024 (Elita).

## Sukcesy
Reprezentacyjne

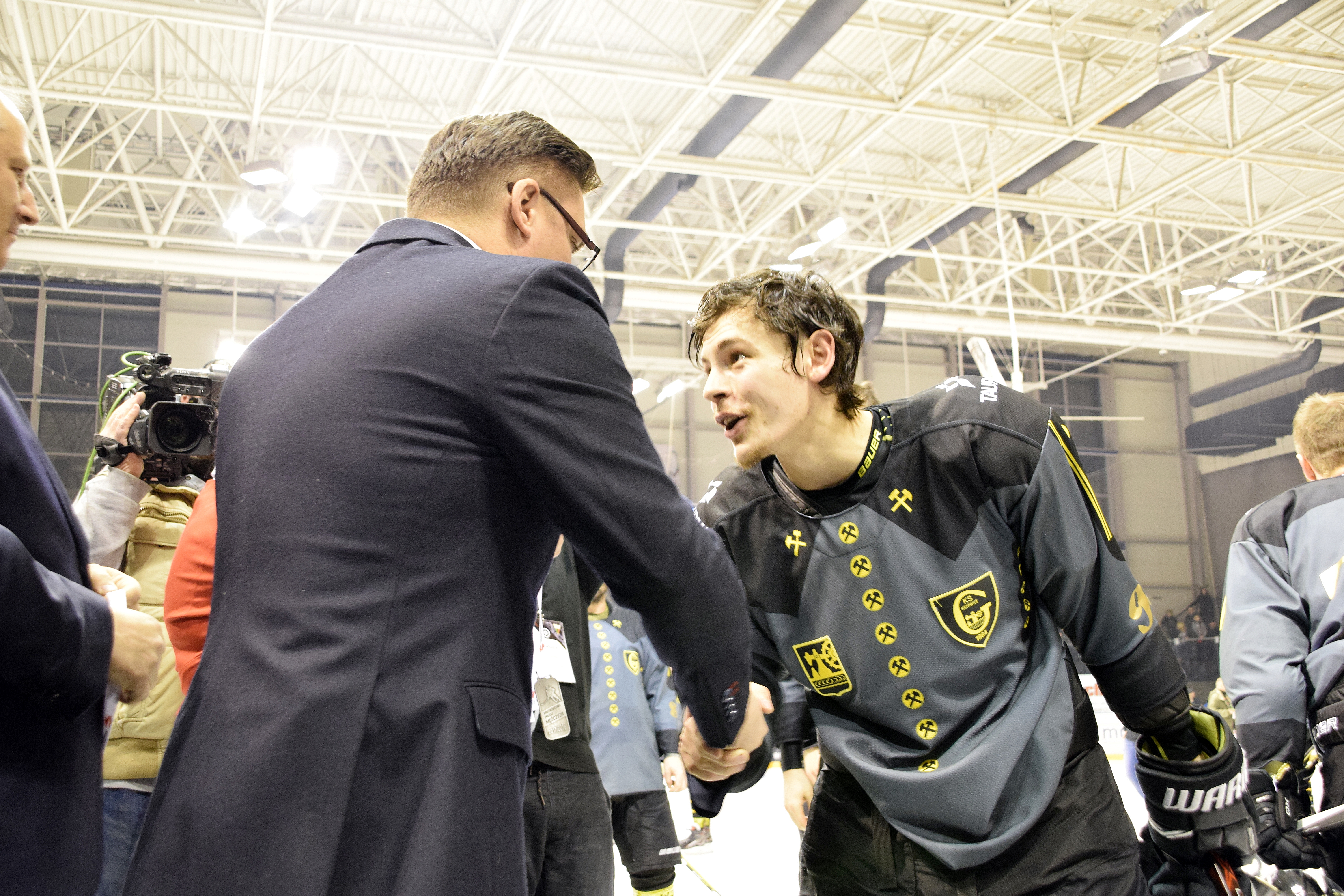
Patryk Wronka w barwach GKS Katowice (2018)

- Awans do mistrzostw świata I Dywizji Grupy A: 2022
- Awans do mistrzostw świata Elity: 2023

Klubowe
- Brązowy medal mistrzostw Polski: 2015, 2016 z Podhalem Nowy Targ, 2019 z Tauron KH GKS Katowice, 2021 z GKS Tychy
- Finał Pucharu Polski: 2015 z Podhalem
- Srebrny medal mistrzostw Polski: 2018, 2025 z GKS Katowice
- Złoty medal mistrzostw Polski: 2022 z GKS Katowice

Indywidualne
- Mistrzostwa świata do lat 18 w hokeju na lodzie mężczyzn 2013/I Dywizja#Grupa B:
  - Trzecie miejsce w klasyfikacji skuteczność wygrywanych wznowień w turnieju: 62,77%[26]
- Mistrzostwa Świata Juniorów w Hokeju na Lodzie 2015/I Dywizja#Grupa B:
  - Piąte miejsce w klasyfikacji kanadyjskiej turnieju: 7 punktów[27]
  - Drugie miejsce w klasyfikacji asystentów turnieju: 5 asyst[28]
- Mistrzostwa Świata w Hokeju na Lodzie 2016/I Dywizja:
  - Skład gwiazd turnieju[29]
  - Najlepszy napastnik turnieju[30]
- Polska Hokej Liga (2017/2018)[31]:
  - Drugie miejsce w klasyfikacji asystentów w sezonie zasadniczym: 34 asysty
  - Pierwsze miejsce w klasyfikacji +/- w sezonie zasadniczym: +32
- Mistrzostwa Świata w Hokeju na Lodzie 2019/I Dywizja:
  - Najlepszy napastnik turnieju[32]
- Mistrzostwa Świata w Hokeju na Lodzie 2023 (I Dywizja)#Grupa A:
  - Piąte miejsce w klasyfikacji strzelców turnieju: 3 gole[33]
  - Trzecie miejsce w klasyfikacji asystentów turnieju: 5 asyst[34]
  - Piąte miejsce w klasyfikacji kanadyjskiej turnieju: 8 punktów[35]

Wyróżnienia
- Odkrycie wśród juniorów w plebiscycie „Hokejowe Orły”: 2014[36]
- „Złoty Buk” – najlepszy hokeista roku w uznaniu kibiców klubu: 2017[37]